# Pulau Rambut
Pulau Rambut är en ö i Indonesien.   Den ligger i provinsen Jakarta, i den västra delen av landet, 30 km nordväst om huvudstaden Jakarta. Arean är 0,51 kvadratkilometer.
Terrängen på Pulau Rambut är platt. Öns högsta punkt är 18 meter över havet. Den sträcker sig 0,8 kilometer i nord-sydlig riktning, och 0,7 kilometer i öst-västlig riktning.